# Hynčice (Náchodi járás)
Hynčice település Csehországban, Náchodi járásban. Hynčice Jetřichov, Heřmánkovice, Hejtmánkovice és Meziměstí településekkel határos. Lakosainak száma 182 fő (2024. január 1.).

## Népesség
A település lakosságának változását az alábbi diagram mutatja:
| Lakosok száma | 515  | 613  | 750  | 357  | 266  | 201  | 176  | 191  | 196  | 182  |
|               | 1869 | 1890 | 1921 | 1950 | 1980 | 2001 | 2017 | 2019 | 2022 | 2024 |